# Нижегородова Валентина Олександрівна
Валентина Олександрівна Нижегородова (нар. 16 травня 1992, Могильов, Білорусь) — білоруська футболістка, півзахисниця могильовського «Дніпра». 

## Життєпис
Вихованка могильовського футболу, перший тренер — А. В. Ласточкін. На дорослому рівні розпочала виступати в рідному місті в клубі «Надія-Дніпро» і в 2010 році завоювала бронзові нагороди національного чемпіонату. У 2011 році перейшла в ЖФК «Мінськ», в якому провела три сезони, в перших двох залишалася стабільною гравчинею основи, а в 2013 році найчастіше виходила на заміни. Ставала чемпіонкою (2013), срібним (2012) і бронзовим (2011) призером чемпіонату Білорусі, володаркою (2011, 2013) і фіналісткою (2012) Кубку країни. У 2014 році повернулася в могилівський клуб, з яким ще тричі (2014, 2015, 2016) ставала бронзовим призером чемпіонату Білорусії.
У 2017 році перейшла в російський клуб «Дончанка» (Азов). Дебютний матч у чемпіонаті Росії зіграла 18 квітня 2017 року проти клубу «Зірки-2005», замінивши на 55-ій хвилині Христину Чичкалу. Всього в чемпіонаті Росії провела 10 матчів, у більшості з них виходила на заміни.
Після вильоту «Дончанки» з вищої ліги спортсменка повернулася в Білорусі й приєдналася до команди «Зорка-БДУ» (Мінськ). В її складі — бронзовий призер чемпіонату країни 2018 року. Всього за кар'єру у вищій лізі Білорусі зіграла понад 150 матчів, відзначилася понад 40-ма голами.
Виступала за молодіжну збірну Білорусі. Викликалася до складу національної збірної, але в офіційних матчах під егідою ФІФА і УЄФА за неї не грала.